# Zmiany granic miast w Polsce w 2011
Zmiany granic miast w 2011 roku - zmiany granic administracyjnych miast w Polsce, które nastąpiły 1 stycznia 2011 r. na podstawie rozporządzenia Rady Ministrów z 27 lipca 2010 r.
| Miasto (województwo)                        | Powierzchnia przed zmianą | Powierzchnia po zmianie | Włączany/wyłączany obszar                                             | Włączona/wyłączona powierzchnia |
| ------------------------------------------- | ------------------------- | ----------------------- | --------------------------------------------------------------------- | ------------------------------- |
| Chocianów (województwo dolnośląskie)        | 7,31 km²                  | 9 km²                   | część Chocianowca                                                     | 1,69 km²                        |
| Kąty Wrocławskie (województwo dolnośląskie) | 6,35 km²                  | 8,61 km²                | część Nowej Wsi Kąckiej                                               | 2,26 km²                        |
| Kraśnik (województwo lubelskie)             | 25,52 km²                 | 26,1 km²                | części: Ośrodka Wyżnica, Suchynii i Wyżnicy Kolonii                   | 0,58 km²                        |
| Krośniewice (województwo łódzkie)           | 2,96 km²                  | 4,18 km²                | PGR Błonie, części: Kajewia i Morawców-Krzewiów                       | 1,22 km²                        |
| Łobez (województwo zachodniopomorskie)      | 11,74 km²                 | 12,84 km²               | część Kołdrąba                                                        | 1,10 km²                        |
| Przemków (województwo dolnośląskie)         | 6,53 km²                  | 7,06 km²                | część Karpi                                                           | 0,53 km²                        |
| Rzgów (województwo łódzkie)                 | 16,26 km²                 | 16,77 km²               | części: Gospodarza i Grodziska                                        | 0,51 km²                        |
| Świebodzin (województwo lubuskie)           | 10,54 km²                 | 16,94 km²               | części: Chociuli, Grodziszczy, Lubinicka, Lubogóry, Ługowa i Rozłogów | 6,40 km²                        |
| Żory (województwo śląskie)                  | 64,59 km²                 | 64,64 km²               | część Warszowic                                                       | 0,05 km²                        |